# 貝林佐納
貝林佐納是位於瑞士東南部的一座城市。貝林佐納是提契諾州的首府。貝林佐納的三城堡在2000年被登錄為世界文化遺產。貝林佐納是瑞士的第45大城市。貝林佐納位處阿爾卑斯山腳下，東臨提契諾河。

## 历史
贝林佐纳在阿尔卑斯山一直占据非常重要的地理位置，南面可以直通马焦雷湖和波河河谷。北面则可以通往圣哥达山口，圣贝纳迪诺山口等。
公元前1世纪后半叶，罗马皇帝奥古斯都在该地区建造了第一座堡垒（也就是留存至今的Castlegrande），之后在戴克里先和君士坦丁统治时期进行了强化和扩展，主要是为了保护意大利北部免受日耳曼蛮族入侵。
西罗马帝国灭亡后，统治该地的有东哥特王国，拜占庭帝国和伦巴底王国。其中在伦巴第人的统治下，贝林佐纳成为了一个永久驻军地点，保护该地区不受附近的法兰克人和阿勒曼尼人的袭击，同时伦巴底也借助此地控制附近重要的贸易路线。
774年左右，法兰克王国（加洛林王朝）控制了贝林佐纳在内提契诺河河谷地区。
10世纪，神圣罗马帝国皇帝奥托三世为了将自己的势力延伸到意大利，控制贝林佐纳地区。之后该地由亲神圣罗马帝国的科莫主教所控制。科莫主教一直在支持神圣罗马帝国皇帝和教皇之间摇摆不定，最终倒向皇帝腓特烈二世。米兰在教皇的支持下派兵多次围攻和占领贝林佐纳。
1340年米兰的维斯康蒂家族击败了科莫的鲁斯卡家族，控制了贝林佐纳的大部分地区。在维斯康蒂家族控制下，贝林佐纳不断发展壮大，米兰也由此能控制穿越圣哥达山口的贸易路线。
随着米兰公国势力衰退，瑞士邦联立刻染指该地，1419年乌里州和上瓦尔登州接管贝林佐纳，之后米兰重夺该地，在1426年双方签订和约确定了贝林佐纳仍然属于米兰。1441年，瑞士军队再次获胜，确认了莱文蒂纳山谷全部属于乌里州。贝林佐纳陷入继承危机之后，米兰的斯福尔扎家族很快和平控制了该地区。1478年，瑞士人试图重夺此地但未成功。1499年法国国王路易十二入侵米兰，并占领了贝林佐纳。之后市民发动起义，赶走了法国人。贝林佐纳最终在1500年4月正式加入瑞士邦联，并成为乌里州、施维茨州、下瓦尔登州共管领地。
1798年，法国入侵瑞士，贝林佐纳成为海尔维第共和国贝林佐纳州的首府。《调解法》公布后，贝林佐纳成为新的提契诺州的一部分，贝林佐纳、卢加诺和洛迦诺三个城市轮流作为首府。1878年，贝林佐纳确认为该州的唯一首府。1882年，圣哥达铁路全线通车，贝林佐纳往北通过圣哥达隧道可以抵达瑞士中北部，向南可以至卢加诺和米兰。

## 景点
- 贝林佐纳三座要塞及防卫墙和集镇：世界遗产
  - 大城堡（Castel Grande）
    - 白塔（Torre Bianca）

  - 蒙特贝罗城堡（Castello di Montebello）
  - 萨索科尔巴洛城堡（Castello di Sasso Corbaro）

## 外部連結
- 貝林佐納市公所（页面存档备份，存于）
- Unesco
- 贝林佐纳照片